# Zeoke (Lučani)
Pour les articles homonymes, voir Zeoke.
Zeoke (en serbe cyrillique : Зеоке) est un village de Serbie situé dans la municipalité de Lučani, district de Moravica. Au recensement de 2011, il comptait 199 habitants.

## Démographie
| 1948  | 1953  | 1961 | 1971 | 1981 | 1991 | 2002 | 2011 |
| ----- | ----- | ---- | ---- | ---- | ---- | ---- | ---- |
| 1 080 | 1 033 | 910  | 695  | 547  | 399  | 261  | 199  |

|  |